# Сан-Браш-и-Сан-Лоренсу
Сан-Браш-и-Сан-Лоренсу (порт. São Brás e São Lourenço)  —  район (фрегезия) в Португалии,  входит в округ Порталегре. Является составной частью муниципалитета  Элваш. По старому административному делению входил в провинцию Алту-Алентежу. Входит в экономико-статистический  субрегион Алту-Алентежу, который входит в Алентежу. Население составляет 1946 человек на 2001 год. Занимает площадь 47,57 км².